# Akören, Karapınar
Akören là một xã thuộc huyện Karapınar, tỉnh Konya, Thổ Nhĩ Kỳ. Dân số thời điểm năm 2011 là 570 người.